# Хашури
Хашури (груз. ხაშური) је град у Грузији у регији Унутрашњи Картли. Према процени из 2014. у граду је живело 26.135 становника.

## Становништво
Према процени, у граду је 2014. живело 26.135 становника.
| 1989.  | 2002.  | 2014   |
| ------ | ------ | ------ |
| 32.639 | 28.505 | 26.135 |